# Tetragonula geissleri
Tetragonula geissleri är en biart som först beskrevs av Cockerell 1918.  Tetragonula geissleri ingår i släktet Tetragonula, och familjen långtungebin. Inga underarter finns listade.

## Beskrivning
Ett svart till mörkbrunt bi med svart hårväxt och gulröda till bruna antenner. Kroppslängden hos arbetarna är omkring 5 mm, och vingbredden drygt 5 mm. Hanarna är något större, med en kroppslängd på nästan 6 mm.

## Ekologi
Släktet Tetragonula tillhör de gaddlösa bina, ett tribus (Meliponini) av sociala bin som saknar fungerande gadd. De har dock kraftiga käkar, och kan bitas ordentligt. Boet skyddas aggressivt av arbetarna.

## Utbredning
Arten har påträffats i Thailand, Laos och Malaysia (inklusive Sarawak)